# Насонов, Аркадий Иванович
Аркадий Иванович Насонов (род. 1969, Свердловск) — российский художник, представитель младшей линии концептуализма, принадлежит к художественной линии психоделического реализма.

## Биография
Родился в 1969 году в Свердловске.
Окончил Школу-студию МХАТ (постановочный факультет, 1991). Основатель совместно с Дмитрием Лигеросом и Татьяной Деткиной художественной группы «Облачная комиссия». В 1995 году основал совместно с Сергеем Ануфриевым и Андреем Соболевым поэтическое общество «ТАРТУ». C 2002 года член группы «Инспекция „Медицинская герменевтика“».
Живёт и работает в Москве.
Номинант Премии Кандинского — 2009. Участник 4 Московской биеннале современного искусства

## Избранные персональные выставки
- 2016 — «Голландские заметки». Крокин галерея, Москва.
- 2015 — «Лучше книга в руках, чем журавль на полке». Крокин галерея и Институт искусствознания, Москва.
- 2012 — «Ещё раз о кино». Крокин галерея, Москва.
- 2011 — «Открытый бассейн имени Малевича», открытый клуб, Москва
- 2008 — «За семью печатями». Галерея «VP Studio», Москва.
- 2006 — «Тоннель к Антиподам». Галерея «VP Studio», Москва.
- 2006 — «В плену у киноплёнки». Крокин галерея, Москва.
- 2005 — «Двойной туризм». Галерея «Рефлекс», АРТСтрелка, Москва.
- 2005 — «Утечка информации» (совм. с С. Ануфриевым). Государственная Третьяковская галерея, Москва.
- 2005 — «Вера в Погоду». Галерея «VP Studio», Москва.
- 2004 — «Этимология сновидений или Бессонник Насонова». Государственный центр современного искусства, Москва.
- 2004 — «Облачная Комиссия идёт по следу». Галерея Елены Врублевской, Москва.
- 2004 — «Книготивы». Галерея «Пальто», Арт-Москва, Москва.
- 2003 — «Бессонник Насонова». Музей сновидений Фрейда, Санкт-Петербург, Галерея Гельмана, Киев.[3]
- 2003 — "В то же самое время: ". Галерея «VP Studio», Москва.[9]
- 2003 — «Что выпадает из. . .». Tanya Rumpff Gallery, Харлем, Нидерланды.
- 2003 — «Птица на полке лучше, чем книга на ветке» (совм. с Е. Веркерк). «Pictura» Dordrecht, Нидерланды.
- 2002 — «Эти глаза напротив». Галерея «Пальто», Berlin Art Fair , London Art fair.
- 2001 — «Дар Совы». Музей градостроения Москвы в Доме на Брестской, Москва.
- 2001 — "В ссылку: ". Галерея «Файн Арт», Москва.
- 2001 — «Пустой Олимп». Москва.
- 1999 — «Пустой Олимп». Галерея «Пальто», Амстердам, Берлин.
- 1998 — «Великий Ничей» (совм. с С. Ануфриевым). L-галерея, Москва.
- 1998 — «Отдых строгого режима» (совм. с М. Шиловой). Галерея «Studio 50A», Москва.
- 1997 — «Вознесение наблюдателя к метеорологии». L-галерея, Москва.
- 1996 — «Номер нолевого комиссара». Центр Современного искусства, Одесса, Украина.
- 1994 — «Три привета из Сиама» (совм. с А. Соболевым). Галерея «Obscuri viri», Москва.

## Кураторские проекты
- 2002 — «Эстония» / «Estonia»
- 2005 — «От синестезии к анестезии» / «From sinaesthesia to anaesthesia»
- 2009 — «Замороженный медведь или Русская История как глобальный ребус» / «The Frozen Bear or Russian History as Global Rebus»[10]
- 2025 — «Художник в кино. Ирина Мотыль». Зверевский Центр свободного искусства

## Стипендии, гранты и призы
- 2010 — Фонд BKVB (Голландия), стипендия.
- 2005 — La Napoule Art Fondation (Канны, Франция), стипендия.
- 2002 — Kunstlerhaus, Ворпсведе, Германия.
- 2002 — La Napoule Art Fondation (Канны, Франция), стипендия.
- 2000 — Dutch Institute (Рим, Италия), грант.
- 2000 — Uriot (Амстердам, Нидерланды), приз.
- 1999 — Rijksakademie van Beelden Kunsten (Амстердам, Нидерланды), стипендия.

## Работы находятся в собраниях
Государственный центр современного искусства, Москва

## Семья
- Дед — Владимир Яковлевич Мотыль (1927—2010), режиссёр театра и кино, сценарист.
- Мать — Ирина Владимировна Мотыль, художница по костюмам, член Союза кинематографистов Российской Федерации.
- Отец — Иван Алексеевич Насонов (1942—2002), актёр Свердловских театров драмы и юного зрителя.